# کوه براندبرگ
کوه براندبرگ (به لاتین: Brandberg Mountain) یک کوه، رشته‌کوه و منظر فرهنگی در نامیبیا است که در منطقه ارونگو واقع شده‌است. کوه براندبرگ ۲٬۵۷۳ متر بالاتر از سطح دریا واقع شده‌است.